# 鏡明
鏡 明（かがみ あきら、1948年1月2日 -）は、日本の小説家、SF作家、翻訳家、音楽・SF作品・漫画等文芸方面の評論家、広告ディレクター。電通顧問（元・執行役員）。
初期は岡田英明名義を使用した。

## 経歴
山形県生まれ。東京都立新宿高等学校を経て早稲田大学第一文学部に進む。大学時代はワセダミステリクラブや、伝説的なSFファンの集まり「一の日会」に参加。またSF同人誌「宇宙気流」「SF倶楽部」などに関わる。
早稲田大学英文科を全優で卒業（指導教授には修士課程に進むことを切望される）後、電通に勤務。上司に小田桐昭、同僚に関三喜夫がいた。ジョージ・ルーカスを起用したパナソニックのCMなどで知られ、ACC賞、カンヌ国際広告賞、アジア太平洋広告祭をはじめとする国内外の広告賞を多数受賞。2002年、アジア太平洋広告祭（アドフェスト）でアジア人初の審査委員長、2009年のカンヌ国際広告祭では東アジア初の審査委員長を務め、2012年のアドフェストでは「ロータス・レジェンド」として表彰される。2013年、第33回東京広告協会 白川忍賞を受賞。株式会社「ドリル」エグゼクティブ・アドバイザー、全日本シーエム放送連盟国際委員会委員長などをつとめた。
1970年、『蜃気楼の戦士』（A・メリット）で翻訳家としてデビュー。また同年、短編「オム」を『季刊NW-SF』1号に発表し、作家としてもデビュー。『英雄コナン』シリーズ（ロバート・E・ハワード）などのヒロイック・ファンタジー作品の翻訳を、荒俣宏と共に行う。他に、1973年に紀田順一郎、荒俣が創刊した雑誌『幻想と怪奇』に、瀬戸川猛資とともに編集同人として参加した。
また、岡田英明名義でロック評論、レコードの対訳及び解説（ザ・クラッシュ等）も行う。
『本の雑誌』1997年3月号において、日本のSFが商業的に成功していない当時の状況へのいらだちから、「ここ十年のSFはみんなクズだ!」と題して高橋良平と対談し、いわゆる「SFクズ論争」の口火を切った。
2013年に開始した星新一賞の創設にもかかわった。日本SF作家クラブ会員。

## 人物
「一の日会」「宇宙気流」「SF倶楽部」での仲間である、SF作家の横田順彌と仲よし。鏡が190センチメートルあるのに対して、横田が150センチメートル程度と小柄なので、身長のことでよく2人は比較された。また、鏡の妻も「一の日会」でのSF仲間であり、横田・鏡とともに、平井和正の「一の日会」関係者を登場人物のモデルとした小説『超革命的中学生集団』に登場している。平井は他の小説や原作を手がけた漫画にも、「鏡明」あるいは表記を変えた「加賀美明」の名前をたびたび用いている。
寡作で知られ、非常に長期にわたってコラムを連載している『本の雑誌』誌上では、1987年からずっと、評論『アメリカの夢の機械』の刊行が予告されているが、いまだに発行されていない（雑誌・第二次『奇想天外』1976年11月号21回連載して未完となっていたもの）。
また、毎年『本の雑誌』誌上で、自身の前年のSFベスト10を発表しているが、ファンタジー系のレーベルや、ライトノベル系の作品などにも目配りしており、その守備範囲は非常に広い。少女雑誌『りぼん』昭和61年（1986年）8月号から掲載が始まった『ちびまる子ちゃん』(アニメ化は1990年)にもメジャー系の評論家としては早い時期に評価をしていた。
多忙な本業の中、洋書を含めてそれだけ多くの本を読めるのは、本を読むスピードが非常に速いせいらしい。中学3年生のころまでに、1日3冊のペースで本を読み、学校図書館、貸本屋など手近の本はよみつくす。また高校1年生のころに洋書を読み始め、辞書もひかずに読んでいるうち、10冊目ごろには英語の小説が読めるようになった。
2017年のインタビューで、アルジス・バドリス『無頼の月』をアトリエサードから刊行予定で翻訳中と語っている。

## 連載
- 連続的SF話(本の雑誌)
- 45RPMから始まる(フリースタイル)

## 著書
- 『太陽が消えちゃう : 気絶悶絶三つ巴リレーSF』（岡田英明名義、いんなあとりっぷ社） 1977 - 川又千秋, 横田順彌とのリレー小説
- 『不死を狩る者』（徳間書店） 1981
- 『不確定世界の探偵物語』（徳間書店） 1984、のち復刊（創元SF文庫） 2007
- 『シンボーズ・オフィスへようこそ! Part1』（南伸坊, 関三喜夫共著、角川文庫） 1985
- 『シンボーズ・オフィスへようこそ! Part2』（南伸坊, 関三喜夫共著、角川文庫） 1986 
  - 『シンボーズ・オフィスへようこそ!【完全版】』（フリースタイル） 2003 - 80年代の伝説的雑誌『バラエティ』誌に連載された対談集。南伸坊、鏡、関三喜夫の3人がホストで、毎回ゲストを呼んでバカ話をした。
- 『日本SFの大逆襲』（編、徳間書店） 1994
- 『二十世紀から出てきたところだけれども、なんだか似たような気分』（本の雑誌社） 2010 - 「本の雑誌」連載の「連続的SF話」の単行本化
- 『ずっとこの雑誌のことを書こうと思っていた』（フリースタイル） 2019 - 『フリースタイル』連載の「マンハントとその時代」の単行本化

## 翻訳
- 『蜃気楼の戦士』（エイブラハム・メリット、ハヤカワSF文庫） 1970
- 『風雲児コナン』（ロバート・E・ハワード、ハヤカワSF文庫） 1970
- 『狂戦士コナン』（ロバート・E・ハワード、ハヤカワSF文庫） 1971
- 『大帝王コナン』（ロバート・E・ハワード、団精二共訳、ハヤカワSF文庫） 1972
- 『ジミ・ヘンドリックス ロック・ギターの革命児』（カーティス・ナイト、岡田英明名義訳、スイング・ジャーナル社） 1975
- 『スカル・フェイス』（ロバート・E・ハワード、国書刊行会、ドラキュラ叢書6） 1977.5
- 『最後のユニコーン』（ピーター・S・ビーグル、ハヤカワ文庫FT） 1979.10
- 『スター・ウォーズ 帝国の逆襲 - グラフィック・ファンタジー』（東宝出版事業室） 1980.7
- 『ウィルダネス - ジム・モリスン詩集』（ジム・モリスン、ソニー・マガジンズ） 1991
- 『ドアーズ詩集』（ドアーズ、シンコー・ミュージック） 1991
- 『魔術師の帝国1 ゾシーク篇』（クラーク・アシュトン・スミス著、編・訳：安田均、訳：荒俣宏、鏡明）（書苑新社・アトリエサード、2017年

## 解説
- ジェイムズ・Ｐ・ホーガン『星を継ぐもの』(1980年、創元SF文庫)
- ゲイリー・パンター『ニューウエイヴ・コミック・アート　ジンボ』（1983年、松文館）
- 藤子・F・不二雄大全集『SF・異色短編』1巻（2011年、小学館）